# Pulo Kambing
Pulo Kambing is een bestuurslaag in het regentschap Aceh Selatan van de provincie Atjeh, Indonesië. Pulo Kambing telt 927 inwoners (volkstelling 2010).